# Скржинський Микола Кирилович
Мико́ла Кири́лович Скржи́нський (нар. 14 вересня 1904, Київ — пом. 1957, Москва) — український і радянський авіаконструктор.

## Біографія
У 1928 р. закінчив Київський політехнічний інститут. У 1928—1932 рр. працював у відділі морського дослідного літакобудування в Москві. У 1929 році разом з М. І. Камовим побудував перший в СРСР автожир КАСКР-1 «Червоний інженер», а в 1931 р. — його модифікацію КАСКР-2. У травні 1931 року автожир ефектно демонструвався в польоті над Ходинським полем членам уряду і представникам командування ВПС Червоної армії.
У 1932—1940 pp. працював у Центральному аерогідродинамічному інституті; брав участь у розробці автожирів А-4, А-9, А-10, А-12.
З 1947 р. — заступник головного конструктора в ОКБ О. С. Яковлєва, з 1957 р. — головний конструктор. Брав участь у створенні винищувачів Як-9, Як-3, Як-25, гелікоптера Як-100; керував проєктними та науково-дослідними роботами по гелікоптеру Як-24 — найбільшому у світі на той час.
Похований на Новодівичому цвинтарі (5 ділянка, 14 ряд.).

## Нагороди
- орден Леніна
- орден Вітчизняної війни 2-го ступеня
- орден Трудового Червоного Прапора
- орден Червоної Зірки
- медалі
- знак «Кращому ударнику» — за створення та успішне виробництво автожира ЦАГІ А-4[6].